# Litoria coplandi
Litoria coplandi är en groddjursart som först beskrevs av Tyler 1968.  Litoria coplandi ingår i släktet Litoria och familjen lövgrodor. IUCN kategoriserar arten globalt som livskraftig. Inga underarter finns listade i Catalogue of Life.